# Rashid Shafi al-Dosari
Rashid Shafi al-Dosari (arabisch راشد شافي الدوسري, DMG Rāšid Šāfī ad-Dausarī, * 8. Mai 1981 in Doha) ist ein ehemaliger katarischer Leichtathlet, der sich auf den Diskuswurf spezialisiert hat. Er ist Inhaber des katarischen Landesrekordes im Diskuswurf und wurde in dieser Disziplin 2002 Asienmeister.

## Sportliche Laufbahn
Erste internationale Erfahrungen sammelte Rashid Shafi al-Dosari im Jahr 1998, als er bei den Juniorenweltmeisterschaften in Annecy mit einer Weite von 53,30 m den achten Platz belegte. Anschließend nahm er erstmals an den Asienspielen in Bangkok teil und gelangte dort mit 50,37 m auf Rang neun. Im Jahr darauf siegte er bei den Juniorenasienmeisterschaften in Singapur mit neuem Meisterschaftsrekord von 55,28 m und gewann auch bei den Panarabischen Spielen in Irbid mit 59,51 m die Goldmedaille. Daraufhin siegte er auch bei den Arabischen Meisterschaften in Beirut mit einem Wurf auf 56,93 m. 2000 qualifizierte er sich für die Teilnahme an den Olympischen Spielen in Sydney, verpasste dort aber mit 54,47 m den Finaleinzug. Anschließend klassierte er sich bei den Juniorenweltmeisterschaften in Santiago de Chile mit 58,29 m auf dem fünften Platz. Im Jahr darauf schied er bei den Weltmeisterschaften im kanadischen Edmonton mit 54,48 m in der Qualifikationsrunde aus und siegte anschließend bei den Arabischen Meisterschaften in Damaskus mit einer Weite von 62,43 m. Ein Jahr später siegte er dann bei den Asienmeisterschaften in Colombo und stellte dort mit 64,43 m einen neuen Landesrekord auf. Anschließend nahm er erneut an den Asienspielen in Busan teil und wurde dort mit 59,15 m Vierter. Aufgrund der Verweigerung eines nicht angekündigten Dopingtests des Leichtathletikweltverbandes wurde er im November 2003 für zwei Jahre gesperrt.
Nach Ablauf der Sperre startete er 2005 bei den Westasienspielen in Doha und gewann dort mit einer Weite von 60,11 m die Silbermedaille hinter dem Iraner Ehsan Hadadi. Im Jahr darauf gewann er dann auch bei den Asienspielen ebendort mit 62,11 m die Silbermedaille hinter Hadadi. 2007 gewann er bei den Arabischen Meisterschaften in Amman mit 58,84 m die Bronzemedaille hinter den Ägyptern Omar Ahmed el-Ghazaly und Yasser Farag und kurz darauf sicherte er sich bei den Asienmeisterschaften ebendort mit 63,49 m die Silbermedaille hinter Hadadi. Daraufhin gelangte er bei den Weltmeisterschaften in Osaka bis ins Finale und klassierte sich dort mit 62,60 m auf dem elften Platz, ehe er bei den Militärweltspielen in Hyderabad mit 60,03 m die Bronzemedaille hinter dem Polen Piotr Małachowski und Zoltán Kővágó aus Ungarn gewann. Im Jahr darauf nahm er erneut an den Olympischen Spielen in Peking teil und belegte dort mit einem Wurf auf 62,55 m im Finale den zehnten Platz. Nach einem Jahr Wettkampfpause startete er 2010 ein weiteres Mal bei den Asienspielen in Guangzhou und wurde dort mit 60,98 m Vierter. Im Jahr darauf gewann er bei den Militärweltspielen in Rio de Janeiro mit 61,21 m die Silbermedaille hinter dem Iraner Mahmoud Samimi und siegte anschließend mit 62,29 m bei den Arabischen Meisterschaften in Doha. 2013 siegte er dann mit 61,91 m bei den Arabischen Meisterschaften ebendort und belegte anschließend bei den Asienmeisterschaften in Pune mit 58,66 m den siebten Platz. Daraufhin sicherte er sich bei den Spielen der Frankophonie in Nizza mit 58,75 m die Silbermedaille hinter dem Rumänen Sergiu Ursu. Im Jahr darauf nahm er ein letztes Mal an den Asienspielen in Incheon teil und wurde dort mit 56,79 m Siebter, woraufhin er seine aktive sportliche Karriere im Alter von 33 Jahren beendete.